# Scandia Present AB
Scandia Present var ett företag i Karlshamn som tillverkade nytto- och konstföremål. 
Företaget bildades 1969 när företaget Ystad-Metall slogs samman med företaget Mitab under det gemensamma namnet. I samband med detta flyttades verksamheten från Ystad till Karlshamn. 1976 blev Göran Lööf VD i företaget efter Carl Ovin, vilket han förblev under företagets storhetstid ända fram till 1990-talet.
Scandia Present AB hade sin storhetstid under 1970 och 1980-tal. Företaget tillverkade föremål i tenn, mässing, brons, smide, förkromat, försilvrat, förgyllt med mera. Det förgyllda sortimentet sålde bra; även tennsortimentet var en storsäljare. Ofta såldes tennprodukterna förpackade i små trälådor. En av de tongivande formgivarna var då Gunnar Ander. 
1978 tog Scandia Present upp konstgjutningstraditionerna från Ystad-Metall och lanserade en serie bronsskulpturer formgivna av konstnärerna Bror Forslund, Lisa Larson, Stig Lindberg och Carl-Einar Borgström. Skulpturerna lanserades under devisen ”Galleri Scandia presenterar förnämlig konst till ett vettigt pris”. Forslund bidrog med "Dansa min docka", "Ida" samt "Måsen" som finns i stor storlek utanför Väggaskolan i Karlshamn. Larson formgav flera skulpturer, bland annat "Myran", "Storseglar´n" och "Tonåring". Lindberg bidrog med de två skulpturerna "Månfisken" och "Solfågeln". Borgström bidrog med sin "Balettflicka"; han hade innan Scandia Present bildades under många år samarbetat med Ystad-Metall. 
Från 1982 ingick företaget i Dackekoncernen. 1989 köptes företaget upp av AB Orrefors glasbruk och drevs sedan som ett separat dotterbolag till Orreforsgruppen. 1991 såldes företaget till AB Gense i Eskilstuna varvid den största delen av verksamheten under 90-talets första halva flyttades dit. År 2007 avvecklades den sista kvarvarande verksamheten i Karlshamn.  År 2010 avregistrerades Scandia Present AB som bolag.